# Zbietka
Zbietka – wieś w Polsce położona w województwie wielkopolskim, w powiecie wągrowieckim, w gminie Mieścisko. Liczba ludności ok. 460 osób (2007 r.).
W latach 1975–1998 miejscowość administracyjnie należała do województwa poznańskiego.

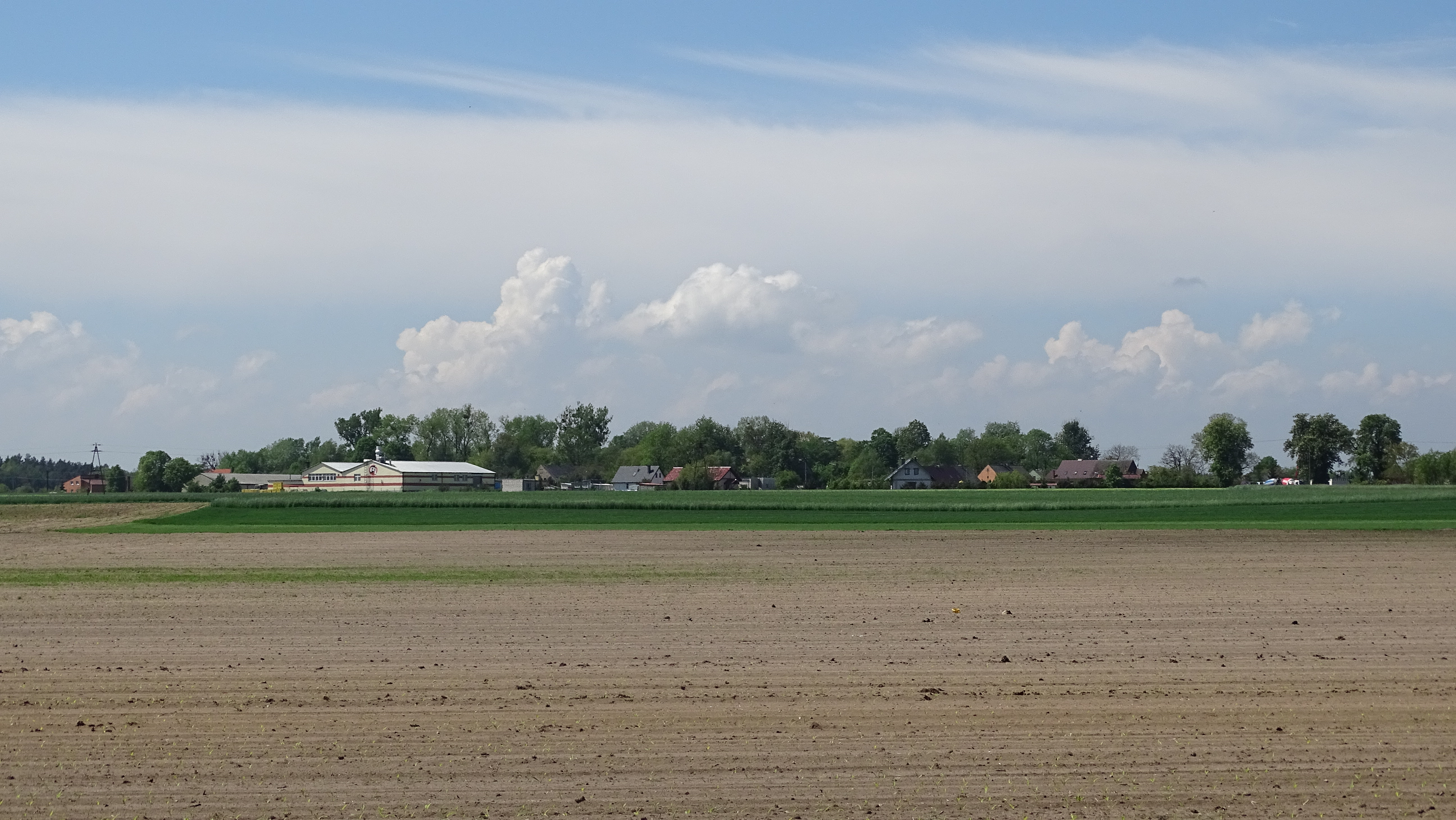
Widok wsi w maju 2019
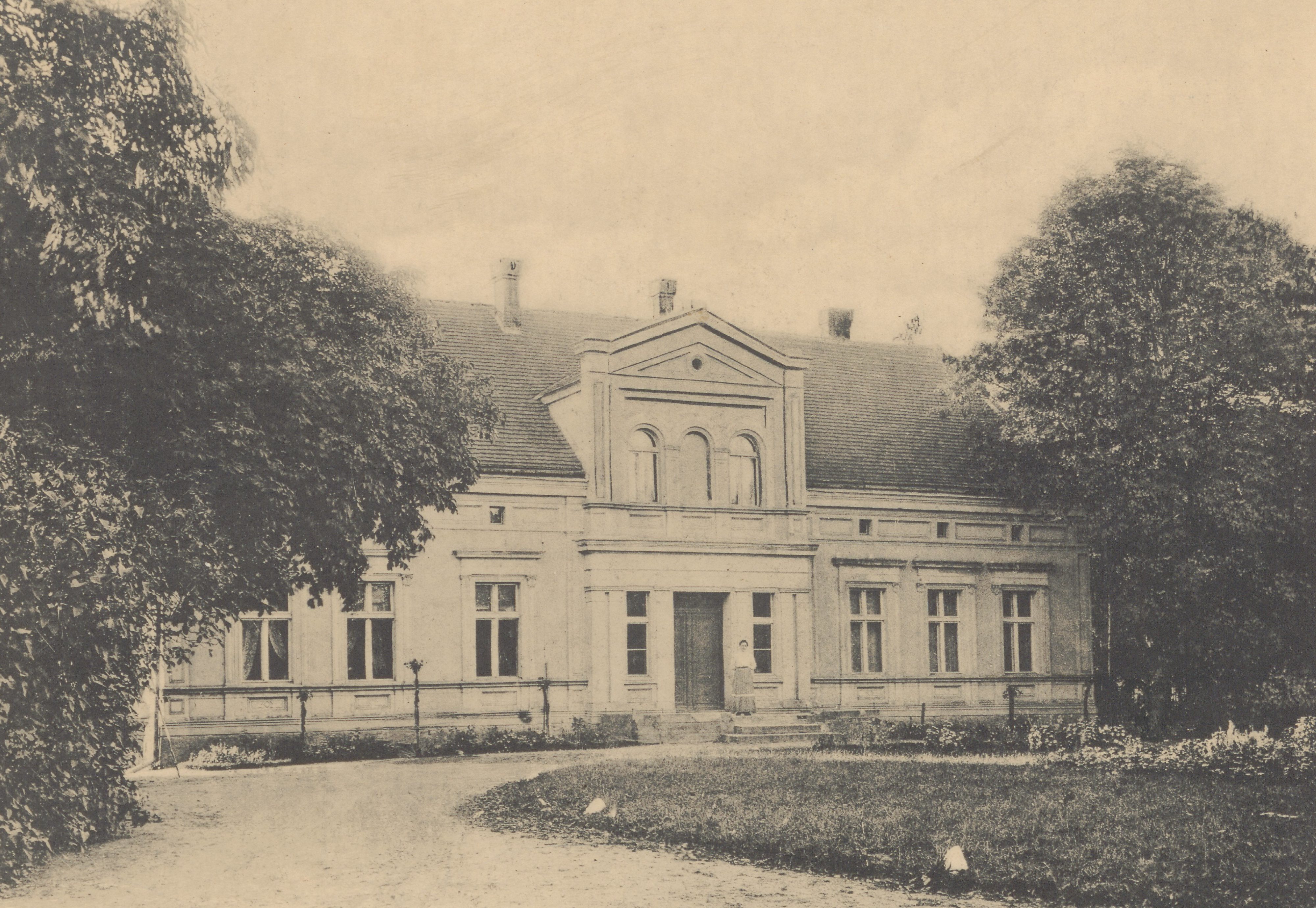
Widok dworu przed 1912